# 布龍耶湖
56°10′31″N 28°18′16″E / 56.17528°N 28.30444°E
布龍耶湖（俄语：Бронье），是俄羅斯的湖泊，位於該國西北部，由普斯科夫州負責管轄，處於謝別日區，面積2平方公里，集水區面積26.4平方公里，平均水深2米，最大水深4米。